# Libertia chilensis
Libertia chilensis là một loài thực vật có hoa trong họ Diên vĩ. Loài này được (Molina) Gunckel miêu tả khoa học đầu tiên năm 1927.